# Carrer Pep Ventura (Figueres)
El Carrer Pep Ventura és un carrer del municipi de Figueres (Alt Empordà). El seu conjunt està protegit com a bé cultural d'interès local.

## Carrer
Està inventariat el conjunt del carrer, edificat al llarg de l'antic camí d'Avinyonet. Trobem una homogeneïtat tipològica. Quant a l'ornamentació dels edificis trobem: motllures, cornises, estucs i elements d'ofici.

## Número 29

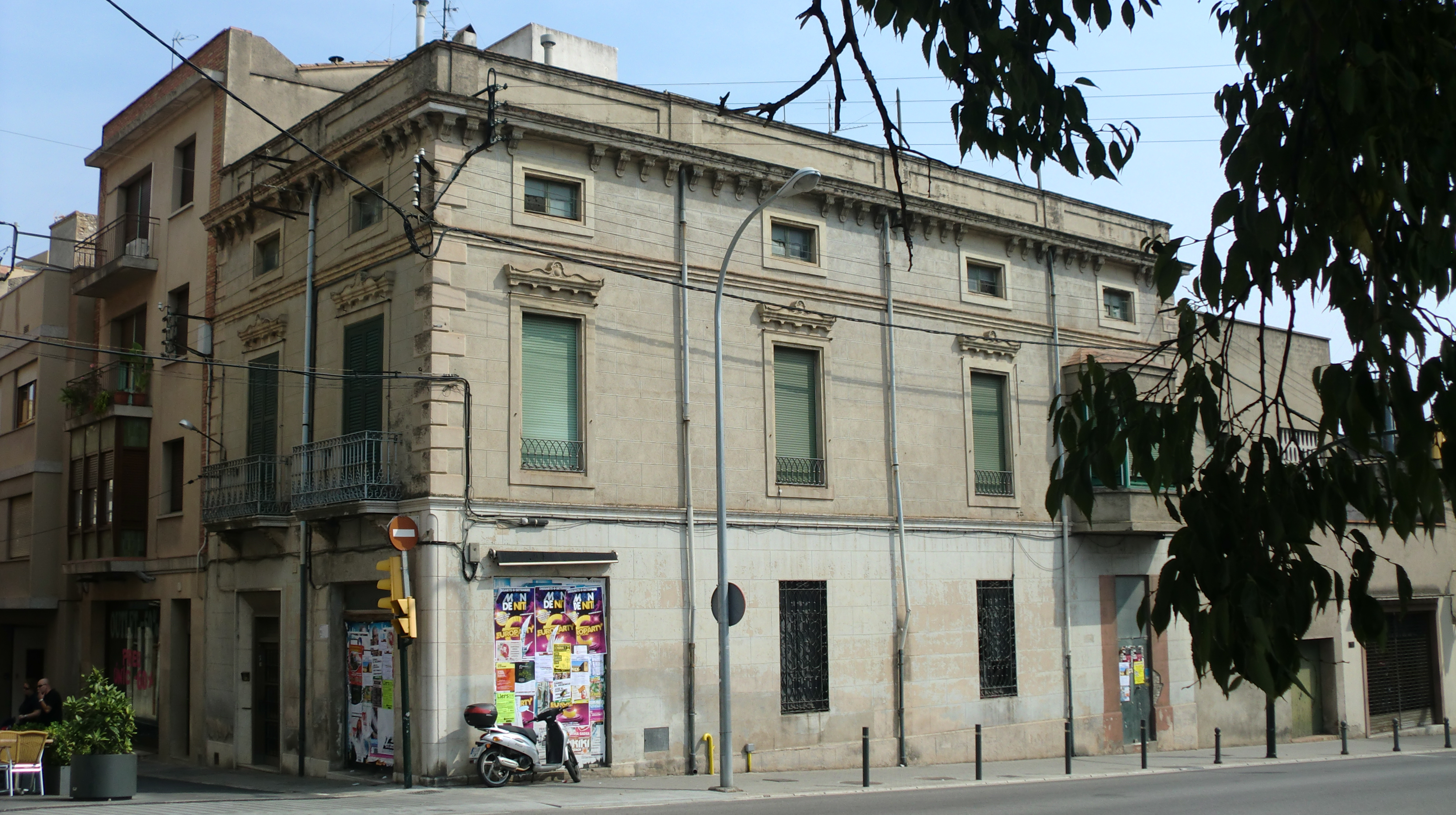
Número 29 del carrer Pep Ventura

L'edifici del número 29 del carrer Pep Ventura forma part de l'Inventari del Patrimoni Arquitectònic de Catalunya. Casa situada en una cantonada, a davant del Parc-Bosc. És un edifici de planta baixa, pis i golfes amb una terrassa com a coberta. Aquest edifici té la cantonada decorada amb una motllura que imita carreus, i la planta baixa està tota paredada amb pedra. Els pisos superiors estan arremolinadats i trobem dues obertures amb balcó de ferro forjat a la façana que dona al carrer Pep Ventura, i tres obertures i una marquesina a la façana de l'Aviguda Salvador Dalí. Tant les unes com les altres són rectangulars i estan decorades amb un guardapols. Les obertures de la planta golfes són també rectangulars, i a sobre d'aquestes hi ha el voladís suportat per mènsules decorades amb ornamentació vegetal. També s'aprecien mènsules als balcons del primer pis, decorades també amb ornamentació floral.